# 奢华露营

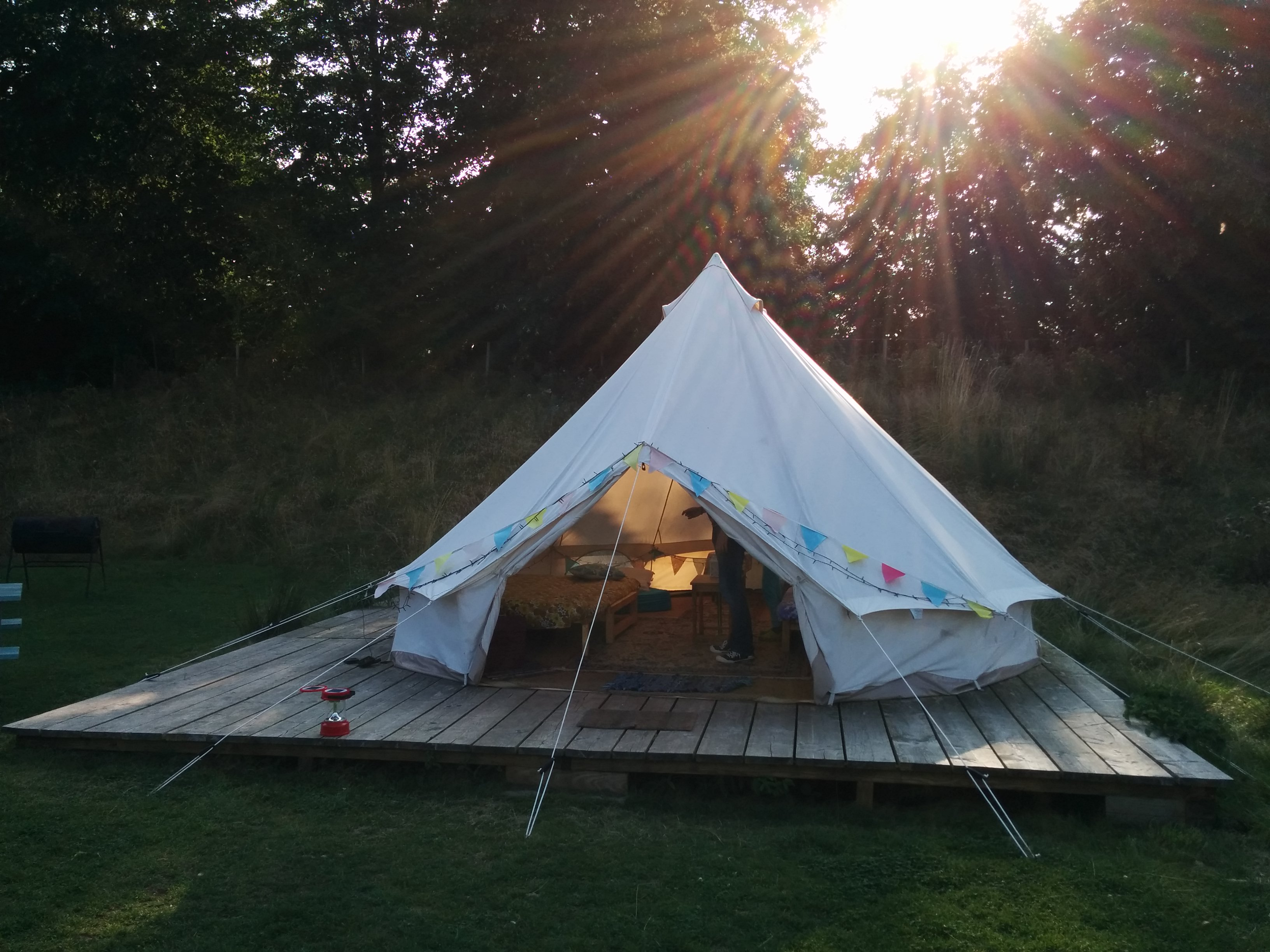
一間豪華露營小屋

奢华露营是一種度假方式。奢华露营的場所無需自己搭建，場地提供方直接提供入住場所。這種場所外觀與帳篷、蒙古包、小屋等人們露營時要自己搭建的住宿場所相似，但是奢华露营場地內部的洗漱用品、床鋪、Wi-Fi都已准備好，遊客可以直接入住。 